# Орлай, Михаил Иванович
Михаил Иванович Орлай (Орлай-де-Корва) (ок. 1803 — 26 января (7 февраля) 1879) — российский генерал-майор в отставке.

## Биография
Сын И. С. Орлая.
Учился в Императорском Царскосельском лицее (1814—1820); был выпущен на гражданскую службу в чине XII класса. Вступил в службу в Киевский гусарский полк 21 апреля 1822 года юнкером; прапорщик с 23 мая 1824 года; корнет с 14 декабря 1826 года. Был переведён 23 сентября 1827 года в 1-й Украинский полк (позднее Украинский уланский полк), а 8 марта 1828 года — во 2-й Украинский полк (позднее Новоархангельский уланский полк). Спустя год, 24 марта 1829 года, он был назначен адъютантом бывшего начальника 3-й (позднее 2-й) уланской дивизии генерал-лейтенанта Н. А. Столыпина и 23 августа того же года произведён в поручики. С 18 октября 1830 года — снова в Киевском гусарском полку. В 1831 году он участвовал в подавлении польского восстания. 
С 20 февраля 1834 года М. И. Орлай — адъютант генерала от кавалерии графа И. О. Витта; штабс-ротмистр с 13 апреля 1834 года. С 19 марта 1835 года служил в Ахтырском гусарском полку, с оставлением при прежней должности. Был произведён 25 июня 1835 года в ротмистры и 19 октября переведён в лейб-гвардии Гродненский гусарский полк с чином штабс-ротмистра и оставлением при прежней должности. С 3 января 1841 года — старший адъютант штаба инспектора резервной кавалерии; 2 июля 1841 года был переведён в Елисаветградский гусарский полк подполковником. С 27 июля 1841 года по 20 января 1842 года проходил «испытание по службе» в Образцовом  кавалерийском полку. В полковники произведён 21 июня 1841 года. 
23 июня 1849 года был назначен командиром Елисаветградского гусарского полка; участвовал «в делах против мятежных венгров». 16 октября 1850 г. полк принимал участие в учениях проводимых в присутствии Императора Австрийского Франца Иосифа I императором Николаем I, который отметил: «Гусарский Ея Императорского Высочества Великой княгини Ольги Николаевны полк – в отличнейшем во всех отношениях состоянии и примерном порядке и устройстве», за что, в числе других офицеров, командиру полка полковнику Орлаю было объявлено Высочайшее благоволение. М. И. Орлай был награждён также орденами Св. Владимира 2-й ст. (02.01.1844), Св. Георгия 4-й ст. (№ 8652; 26.11.1851); австрийским орденом Железной Короны (10.10.1849); прусским орденом Красного Орла 3-й ст. (02.06.1851);  
С 20 апреля 1851 года он был уволен в отпуск на 5 месяцев «к Крымским грязям и Одесским морским купаньям», а 29 декабря 1851 года, находясь в Санкт-Петербурге (Малая Морская, гостиница «Париж», квартира 1), написал прошение уволить его от службы. Уволен от службы он был с чином генерал-майора 12 января 1852 года. 
Умер в Одессе 26 января (7 февраля) 1879 года. Похоронен на Первом христианском кладбище.
Жена: Александра Алексеевна, урожд. Свечина. Их сын: Алексей Михайлович Орлай де Кавра (1859 — после 1918).